# Verolavecchia
Verolavecchia est une commune italienne de la province de Brescia, en région Lombardie.

## Administration
| Période                                  | Période     | Identité       | Étiquette     | Qualité |
| ---------------------------------------- | ----------- | -------------- | ------------- | ------- |
| 14 juin 2004                             | 26 mai 2014 | Sergio Zanetti | Liste civique | Maire   |
| 26 mai 2014                              | au bureau   | Laura Alghisi  | Liste civique | Maire   |
| Les données manquantes sont à compléter. |             |                |               |         |

### Hameaux
Monticelli d'Oglio, Scorzarolo, Villanuova.

### Communes limitrophes
Borgo San Giacomo, Corte de' Cortesi con Cignone, Pontevico, Quinzano d'Oglio, Robecco d'Oglio, Verolanuova.